# NGC 3665
NGC 3665 este o galaxie lenticulară situată în constelația Ursa Mare. A fost descoperită în 23 martie 1789 de către William Herschel. Se află la o distanță de 33,1 de megaparseci de Pământ.